# (74159) 1998 QA100
(74159) 1998 QA100 – planetoida z pasa głównego asteroid okrążająca Słońce w ciągu 4,58 lat w średniej odległości 2,76 j.a. Odkryta 26 sierpnia 1998 roku.